# Margie Hendrix
Margie Hendrix (eigentlich Marjorie Hendricks; * 13. März 1935 in Register, Georgia; † 14. Juli 1973 in New York City) war eine amerikanische Blues- und Soul-Sängerin. Auch frühe Formen des Funk gehörten zu ihrem Repertoire.

## Leben
Margie Hendrix gründete zusammen mit Earl-Jean McCrea und Pat Lyles 1954 in New York das Gesangstrio The Cookies. Nachdem sie auf der Apollo Theater's Amateur Night auf sich aufmerksam gemacht hatten, bekamen sie einen Vertrag bei Atlantic Records und sangen mit renommierten Interpreten wie LaVern Baker, Big Joe Turner und Ruth Brown. Von ihren eigenen Aufnahmen platzierte sich „In Paradise“ 1956 in den R&B-Top-Ten. Dieselben Cookies nahmen unter dem Pseudonym The Cinderellas auch das Girl-Group-Stück „Baby, Baby (I still love you)“ für das Label DIMENSION auf. Die Lead Vocals sind von Margie Hendrix. Aus den Cookies wurden The Raelettes. Sie schlossen sich Ray Charles als Background-Sängerinnen an und sind auf allen großen Hits zu hören und haben Ray Charles bis an das Ende seiner Karriere in wechselnder Besetzung (u. a. Minnie Riperton, Mary Clayton, Mable John) begleitet und auf seinem eigenen TANGERINE-Label selbst einige kleinere R&B-Chartnotierungen erreicht.
Margie Hendrix starb an einer Überdosis Heroin. Sie war die langjährige Geliebte von Ray Charles und Mutter von Charles Wayne Hendricks (* 1959), des gemeinsamen Sohnes, der nach ihrem Tod bei ihrer Schwester aufwuchs. Aufgrund ihrer privaten Zerwürfnisse mit Charles verließ Hendrix die Gruppe und versuchte sich erfolglos solistisch.